# Daphnella lyonsi
Daphnella lyonsi é uma espécie de gastrópode do gênero Daphnella, pertencente à família Raphitomidae.